# Batman et Mr. Freeze : Subzero
Pour les articles homonymes, voir Batman (homonymie).
Pour plus de détails, voir Fiche technique et Distribution.
Batman et Mr. Freeze : Subzero (Batman and Mr Freeze: SubZero) est un long métrage d'animation américain réalisé par Boyd Kirkland, produit par Warner Bros., et sorti directement en VHS en 1998. Il s'agit du second long-métrage basé sur la série télévisée Batman, après Batman contre le fantôme masqué (1993).

## Synopsis
Lorsque Mr Freeze séquestre Batgirl pour lui prélever des organes afin de ramener à la vie sa défunte épouse, c'est au tour de Batman et Robin de les retrouver avant que la chirurgie ne débute.

## Fiche technique
- Titre original : Batman & Mr. Freeze : Subzero
- Titre français : Batman et Mr. Freeze : Subzero
- Réalisation : Boyd Kirkland
- Scénario : Boyd Kirkland et Randy Rogel
- Musique : Michael McCuistion
- Production : Boyd Kirkland et Randy Rogel
- Sociétés de production : Warner Bros. Animation et Warner Bros. Family Entertainment
- Distribution : Warner Home Video
- Genre : animation, super-héros
- Durée : 67 minutes
- Pays de production : États-Unis
- Langue originale : anglais
- Date de sortie : 
  - États-Unis :  17 mars 1998 (directement en vidéo)

## Distribution
- Kevin Conroy (VF : Richard Darbois) : Bruce Wayne / Batman
- Michael Ansara (VF : Jean-Claude Sachot) : Dr Victor Fries / Mr Freeze
- Loren Lester (en) (VF : Georges Caudron) : Richard « Dick » Grayson / Robin
- Efrem Zimbalist Jr. (VF : Jacques Ciron) : Alfred Pennyworth
- George Dzundza (VF : Frédéric Cerdal) : Dr Gregory Belson
- Robert Costanzo (VF : Gilbert Levy) : Inspecteur Harvey Bullock
- Bob Hastings (VF : Jean-Claude Sachot) : Commissaire James Gordon
- Mary Kay Bergman (VF : Brigitte Berges) : Barbara Gordon / Batgirl
- Marilu Henner (VF : Véronique Alycia) : Veronica Vreeland
- Mari Devon (en) (VF : Régine Teyssot) : Summer Gleeson
- Liane Schirmer (VF : Régine Teyssot) : Lieutenant Renee Montoya
- Dean Jones (VF : Gilles Guillot) : Dean Arbagast

## Autour du film
- Le film était prévu pour sortir en 1997, en même temps que Batman et Robin. À la suite du mauvais accueil de ce film, il sera repoussé en 1998.
- Le générique de début rend hommage au film Batman de 1989 en ayant le thème de Danny Elfman.
- Jusqu'à sa sortie en Blu-ray en 2018, Batman et Mr. Freeze : Subzero n'était sorti qu'en VHS en France, au même titre que Batman contre le fantôme masqué, également sorti en Blu-ray la même année.